# دايكي ياماشيتا
دايكي ياماشيتا (山下大輝 ياماشيتا دايكي) هو مؤدي أصوات ياباني ولد في 7 سبتمبر 1989 في محافظة شيزوكا.

## أدواره في الأنمي

### مسلسلات أنمي تلفزيونية
- يواموشي بيدال - ساكاميتشي أونودا
- يواموشي بيدال GRANDE ROAD - ساكاميتشي أونودا
- يواموشي بيدال NEW GENERATION - ساكاميتشي أونودا
- يواموشي بيدال GLORY LINE - ساكاميتشي أونودا
- غايست كراشر - ريكا شيروغاني
- لوغ هورايزون - تويا
- الملعقة الفضية - يويتشي ماتسوشيتا
- أسطورة أراتا - سوغورو نيشيجيما
- جاليلي دونا - ثيو
- غلاسليب - هيرو شيروساكي
- تاماكو ماركت - إينوياما
- سترايك ذا بلاد - هاروكا أوتشيدا
- من الغد الهادئ - ياسوهيرو نانبو
- جولة الربيع الأزرق - نايتو
- التلميذ المتخلف في ثانوية السحر - هاغاني توميتسوكا
- سورد آرت أونلاين II - جون
- تراياج X - أراشي ميكامي (أيام الطفولة)
- بطولات أرسلان - بورنر
- لانس آند ماسكس - يوتارو هانابوسا
- رانبو كيتان: لعبة لابلاس - هاشيبا
- قبضة نجم الشمال بنكهة الفراولة - بات
- أص الديناري - تاكوما سيتو
- أكاديميتي للأبطال - إيزوكو ميدوريا
- برينس أوف سترايد ألترنيتيف - يوري هيميميا
- أونميوجي نجم التوأم - شينّوسكي كوزاكي
- تريكستر - يوشيو كوباياشي
- ضوضاء مجهولة - كانادي يوزوريها
- شوكوغيكي نو سوما: الطبق الثاني - ميتسورو سوتسودا
- بوبوكي بورانكي - واغلرا هارا
- بوبوكي بورانكي: عمالقة الكوكب - واغلرا هارا
- فصل الاغتيال - إيكيدا
- مغامرة جوجو الغريبة: الرياح الذهبية - نارانشا غيرغا
- ري:بداية الحياة في عالم آخر من نقطة الصفر - كان
- هاكيو هوشين إنغي - كوكوتينكو
- ري:كرياتورز - سوتا ميزوشينو
- بيتليس - كينغو سوغوري
- هجوم العمالقة Season 3 - زيك (أيام الصبا)
- سيف قاتل الشياطين - يوشيرو
- هاي سكور غيرل - غينتا دوي
- هاي سكور غيرل II - غينتا دوي
- رحلات بوكيمون - غو
- نو غانز لايف - تيتسورو أراهاباكي

### أنمي الإنترنت
- سيلور مون كريستال - غوريو أومينو
- نينجا سلاير فروم أنيميشن - توتشينوكي

### أفلام انمي
- تاماكو لاف ستوري - إينوياما
- فيلم يواموشي بيدال - ساكاميتشي أونودا
- يواموشي بيدال SPARE BIKE - ساكاميتشي أونودا
- إمبراطورية الجثث - نيكولاي كراسوتكين
- أكاديميتي للأبطال: البطلين - إيزوكو ميدوريا
- أكاديميتي للأبطال: هيروز ريسينغ - إيزوكو ميدوريا
- أكاديميتي للأبطال: ورلد هيروز ميشن - إيزوكو ميدوريا
- بلام! - يايتشي

## أدواره في ألعاب الفيديو
- برينس أوف سترايد - يوري هيميميا
- أكاديميتي للأبطال: باتل فور أول - إيزوكو ميدوريا
- ماي هيرو ونز جاستيس - إيزوكو ميدوريا
- ماي هيرو ونز جاستيس 2 - إيزوكو ميدوريا

## أدواره في الدبلجة اليابانية
- عداء المتاهة - نيوت

## وصلات خارجية
- دايكي ياماشيتا على موقع IMDb (الإنجليزية)
- دايكي ياماشيتا على موقع ميوزك برينز (الإنجليزية)
- دايكي ياماشيتا على موقع قاعدة بيانات الفيلم (الإنجليزية)